# Русли, Марах
Марах Русли (индон. Marah Roesli, 7 августа 1889, Паданг — 17 января 1968, Бандунг) — индонезийский писатель.
Родился в аристократической семье, потомок султана. По профессии ветеринар. Работал главным ветеринаром до 1952 года.
Известный индонезийский критик Х. Б. Яссин охарактеризовал место Мараха Русли в индонезийской литературе как «отца современного индонезийского романа». Его социально-бытовой роман «Сити Нурбая» (1922, рус. пер. 1961) о противостоянии воззрений просвещенного общества матриархальным традициям народности минангкабау был отмечен в 1969 государственной премией как одно из центральных произведений индонезийской литературы на этапе её становления. Та же тема развивается в романе «Родные и двоюродные» (1956). Историко-этнографический роман «Ла Хами» (1953) навеян трехлетней работой автора на о. Сумбава в 1915—1918.